# Liste der Biografien/Barn
Liste der Biografien |
Portal Biografien |
Personensuche
# |
A |
B |
C |
D |
E |
F |
G |
H |
I |
J |
K |
L |
M |
N |
O |
P |
Q |
R |
S |
T |
U |
V |
W |
X |
Y |
Z |
?
 
Ba |
Be |
Bd |
Bg |
Bh |
Bi |
Bj |
Bl |
Bm |
Bn |
Bo |
Br |
Bs |
Bu |
Bw |
By |
Bz
 
Baa |
Bab |
Bac |
Bad |
Bae |
Baf |
Bag |
Bah |
Bai |
Baj |
Bak |
Bal |
Bam |
Ban |
Bao |
Bap |
Baq |
Bar |
Bas |
Bat |
Bau |
Bav |
Baw |
Bax–Baz
 
Bara |
Barb |
Barc |
Bard |
Bare |
Barf |
Barg |
Barh |
Bari |
Barj |
Bark |
Barl |
Barm |
Barn |
Baro |
Barp |
Barq |
Barr |
Bars |
Bart |
Baru |
Barv |
Barw |
Bary |
Barz
Die Liste der Biografien führt alle Personen auf, die in der deutschsprachigen Wikipedia einen Artikel haben. Dieses ist eine Teilliste mit 460 Einträgen von Personen, deren Namen mit den Buchstaben „Barn“ beginnt.

## Barn

### Barna
- Barna, Adriana (* 1978), deutsche Tennisspielerin
- Barna, Anca (* 1977), deutsche Tennisspielerin
- Barna, Gerti (1926–2011), österreichische Schauspielerin und Radiosprecherin
- Barna, Ildikó (* 1961), ungarische Handballspielerin
- Barna, Oleh (1967–2023), ukrainischer Lehrer und Abgeordneter der Werchowna Rada
- Barna, Petr (* 1966), tschechischer Eiskunstläufer
- Barna, Victor (1911–1972), ungarischer Tischtennisspieler
- Barna-Sabadus, Valer (* 1986), deutscher CountertenorValer Barna-Sabadus (* 1986)

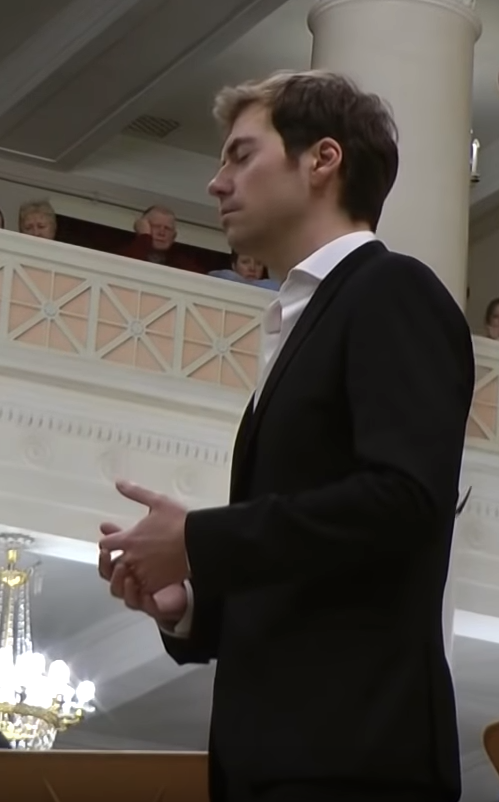
Valer Barna-Sabadus (* 1986)

- Barnaba da Modena, italienischer Maler
- Barnabas, Sohn eines levitischen Gutsbesitzers, wird in der Bibel mehrfach erwähnt, Nationalheiliger Zyperns
- Barnabé, Diego (* 1965), uruguayischer Journalist und Schauspieler
- Barnabe, Jean (* 1949), kongolesischer Radrennfahrer
- Barnabei, Felice (1842–1922), italienischer Klassischer Archäologe
- Barnabò, Alessandro (1801–1874), italienischer Geistlicher, Kurienkardinal
- Barnabò, Guglielmo (1888–1954), italienischer Schauspieler
- Barnaby, Frank (1927–2020), britischer Direktor des Stockholm International Peace Research Institute
- Barnaby, Gregory (* 1991), italienischer Triathlet
- Barnaby, Matthew (* 1973), kanadischer Eishockeyspieler und -trainer
- Barnaby, Nathaniel (1829–1915), britischer Ingenieur
- Barnack, Oskar (1879–1936), deutscher Feinmechaniker, Entwickler der ersten Großserien-KleinbildkameraOskar Barnack (1879–1936)

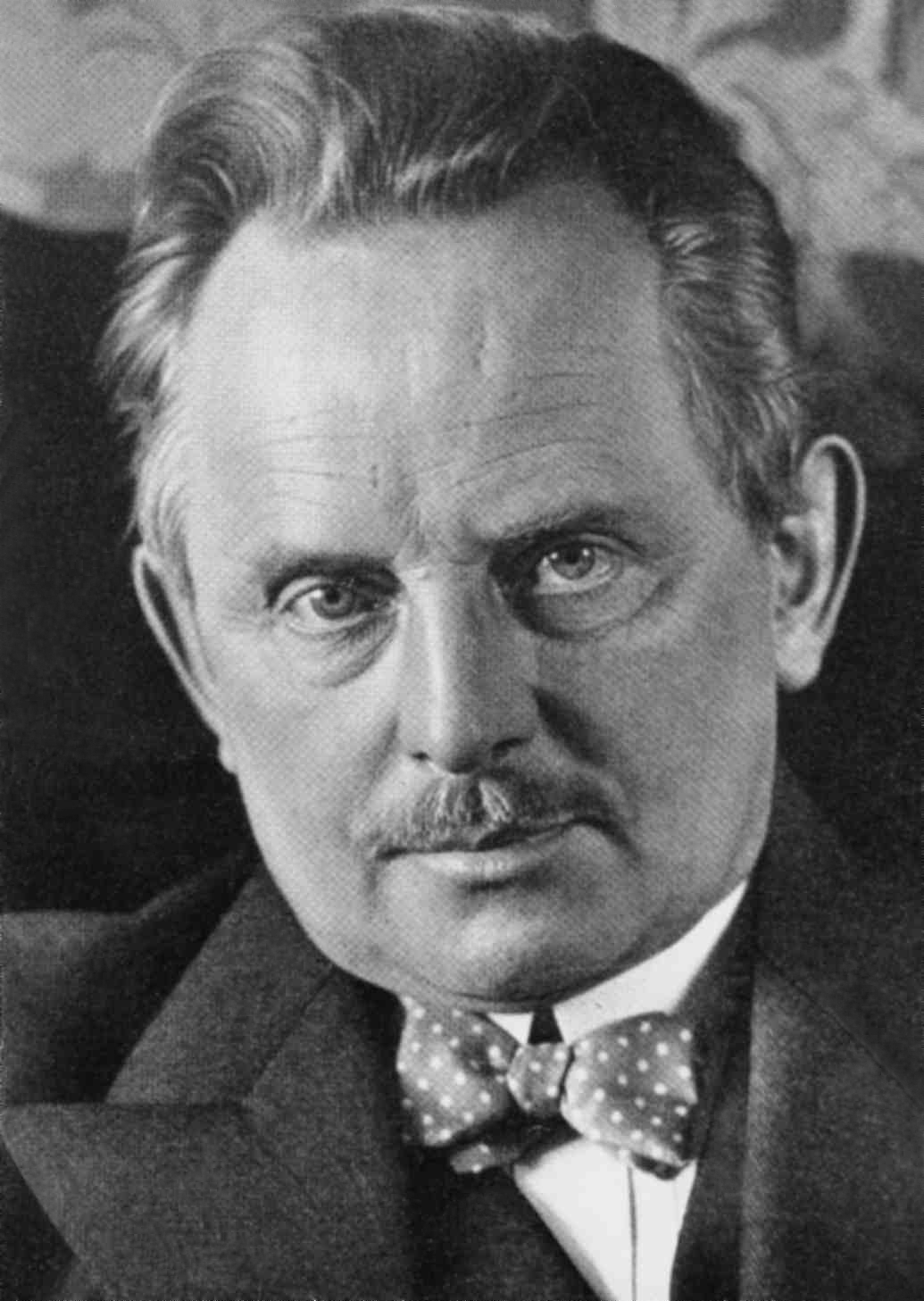
Oskar Barnack (1879–1936)

- Barnacle, Nora (1884–1951), Ehefrau des Schriftstellers James Joyce
- Barnadas, Ramon (1909–1981), katalanischer Maler
- Barnaky, Brent (* 1975), US-amerikanischer Basketballschiedsrichter
- Barnala, Surjit Singh (1925–2017), indischer Politiker, Lok-Sabha-Mitglied, Unionsminister, Chief Minister, Gouverneur
- Barnard, Alan (* 1949), Anthropologe und Ethnologe
- Barnard, Alfred (1837–1918), britischer Autor
- Barnard, Amanda (* 1971), australische theoretische Physikerin
- Barnard, Aneurin (* 1987), britischer Filmschauspieler
- Barnard, Anne (1750–1825), schottische Schriftstellerin und Künstlerin
- Barnard, Arthur (1929–2018), US-amerikanischer Hürdenläufer
- Barnard, Bob (1933–2022), australischer Jazzmusiker (Trompete)
- Barnard, Chester I. (1886–1961), US-amerikanischer Unternehmensleiter, soziologischer Management-Theoretiker
- Barnard, Chris (1939–2015), südafrikanischer Schriftsteller
- Barnard, Christiaan (1922–2001), südafrikanischer MedizinerChristiaan Barnard (1922–2001)

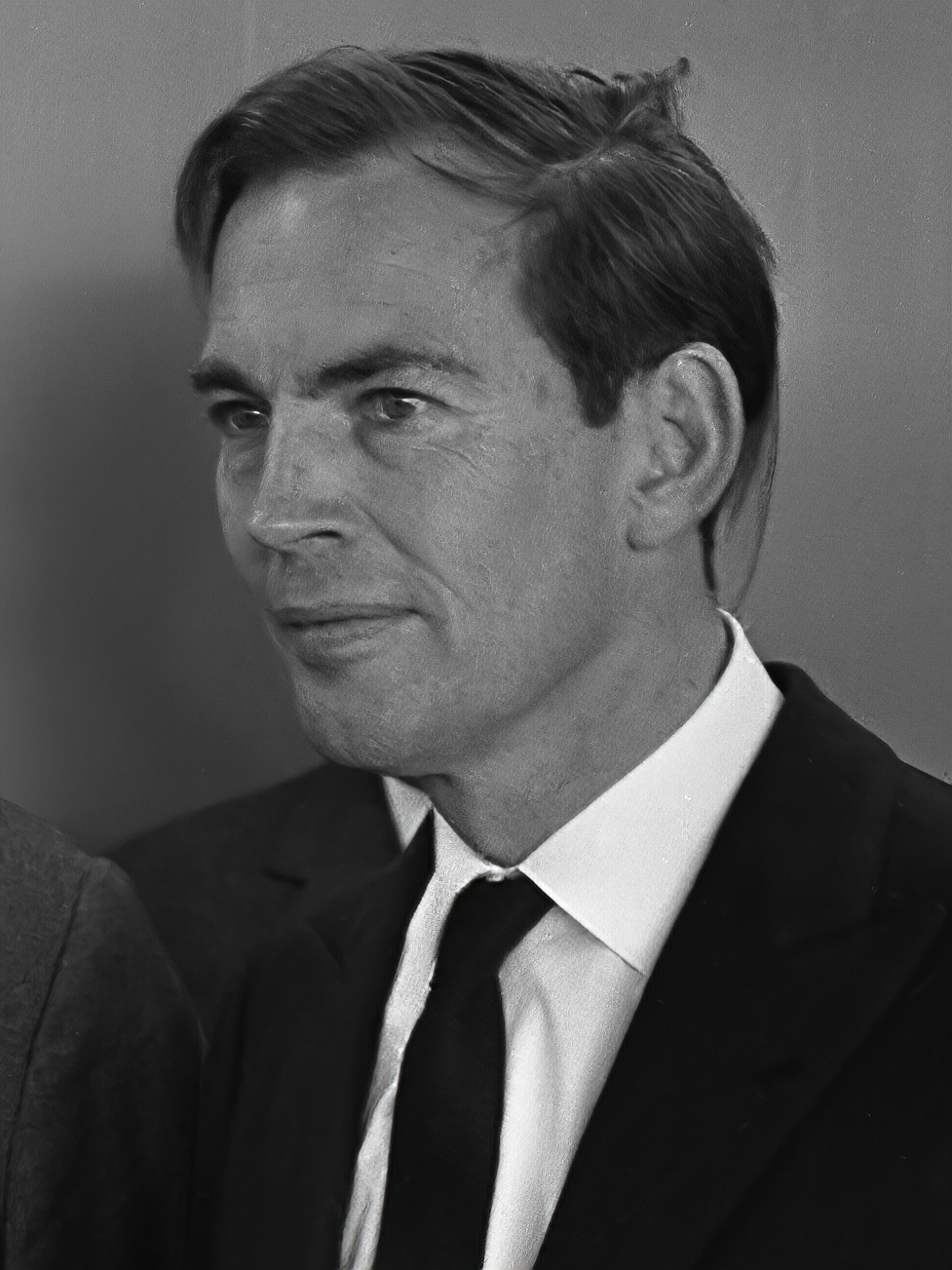
Christiaan Barnard (1922–2001)

- Barnard, Daniel D. (1797–1861), US-amerikanischer Jurist und Politiker
- Barnard, Doug (1922–2018), US-amerikanischer Politiker
- Barnard, Edward (1857–1923), US-amerikanischer Astronom
- Barnard, Elizabeth (1608–1670), Enkelin des englischen Dichters und Dramatikers William Shakespeare
- Barnard, Francis Stillman (1856–1936), kanadischer Politiker, Vizegouverneur von British Columbia
- Barnard, Frederick Augustus Porter (1809–1889), US-amerikanischer Mathematiker, Kartograph und Naturwissenschaftler
- Barnard, George (1831–1894), britischer Zoologe
- Barnard, George Grey (1863–1938), US-amerikanischer Bildhauer und Sammler
- Barnard, George N. (1819–1902), US-amerikanischer Fotograf
- Barnard, Isaac D. (1791–1834), US-amerikanischer Politiker
- Barnard, Isabel (* 1995), niederländische Handballspielerin
- Barnard, Jan (1929–2012), südafrikanischer Marathonläufer
- Barnard, John (* 1946), englischer Ingenieur und Entwickler von Rennwagen und MotorrädernJohn Barnard (* 1946)

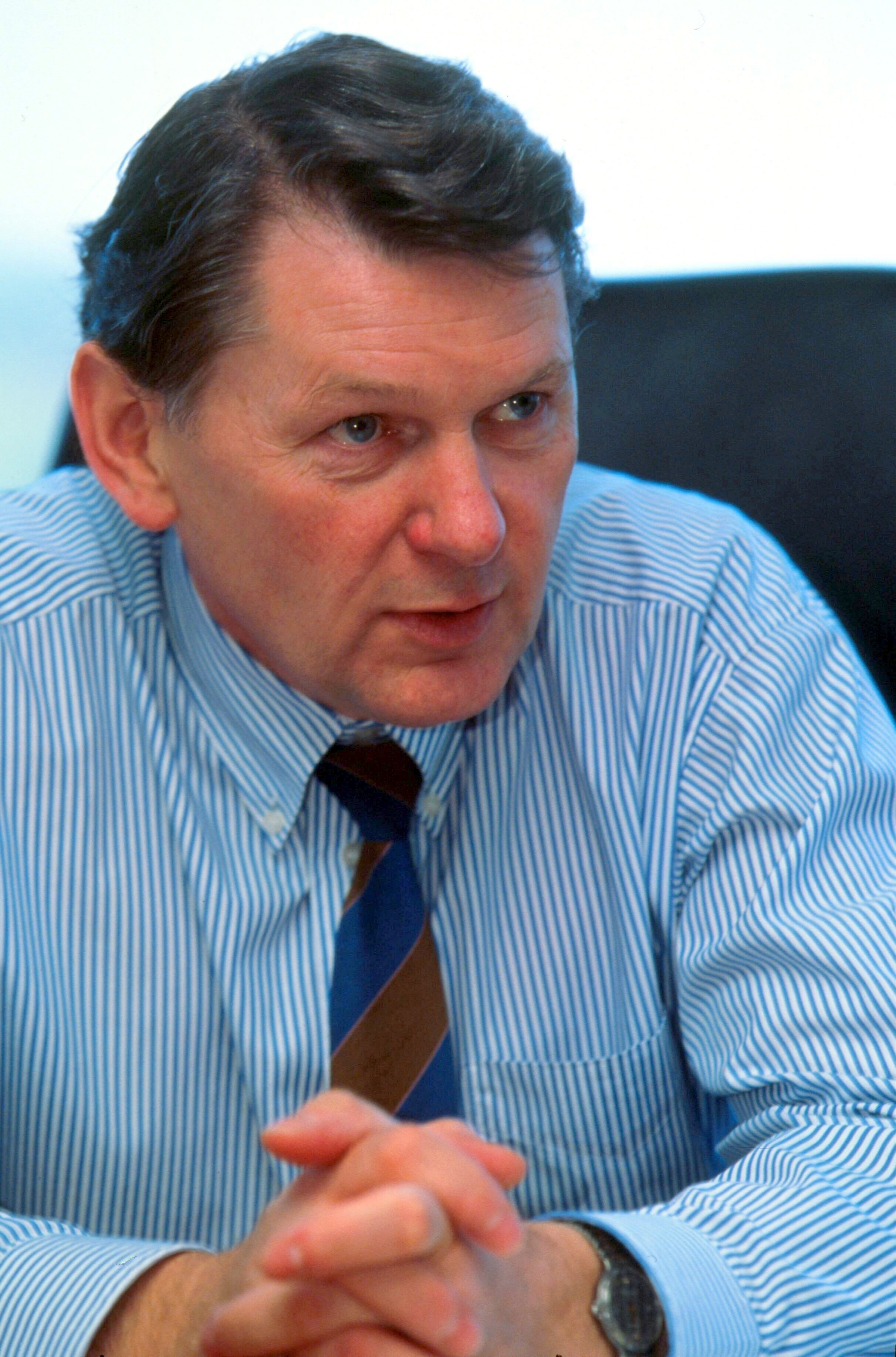
John Barnard (* 1946)

- Barnard, John Gross (1815–1882), US-amerikanischer Militäringenieur und Generalmajor bei den Nordstaaten während des Sezessionskriegs
- Barnard, Joseph Osmond (1816–1865), britischer Graveur und Miniaturmaler
- Barnard, Keppel Harcourt (1887–1964), britisch-südafrikanischer Zoologe
- Barnard, Marius (* 1969), südafrikanischer Tennisspieler
- Barnard, Marjorie (1897–1987), australische Schriftstellerin
- Barnard, Michael (* 1976), englischer Dartspieler
- Barnard, Neal D., amerikanischer Forscher
- Barnard, Niel (1949–2025), südafrikanischer Politiker
- Barnard, Taylor (* 2004), britischer Automobilrennfahrer
- Barnard, Willem (1920–2010), niederländischer reformierter Pfarrer und Liederdichter
- Barnard, William O. (1852–1939), US-amerikanischer Politiker
- Barnardo, Thomas John (1845–1905), Philanthrop, Gründer und Direktor von Heimen für verarmte Kinder
- Barnás, Antal, ungarischer Dirigent und Chorleiter
- Barnás, Ferenc (* 1959), ungarischer Schriftsteller
- Barnaś, Kazimierz (1912–1996), polnischer Dramatiker, Theaterkritiker und Theaterleiter
- Barnaš, Štefan (1900–1964), slowakischer Geistlicher, Weihbischof in Spiš
- Barnaschow, Wladimir Michailowitsch (* 1951), russischer Biathlet
- Barnathan, Michael (* 1958), US-amerikanischer Filmproduzent
- Barnato Walker, Diana (1918–2008), britische Pilotin
- Barnato, Barney (1852–1897), englisch-südafrikanischer Diamantenmagnat
- Barnato, Woolf (1895–1948), britischer Autorennfahrer und FinanzierWoolf Barnato (1895–1948)

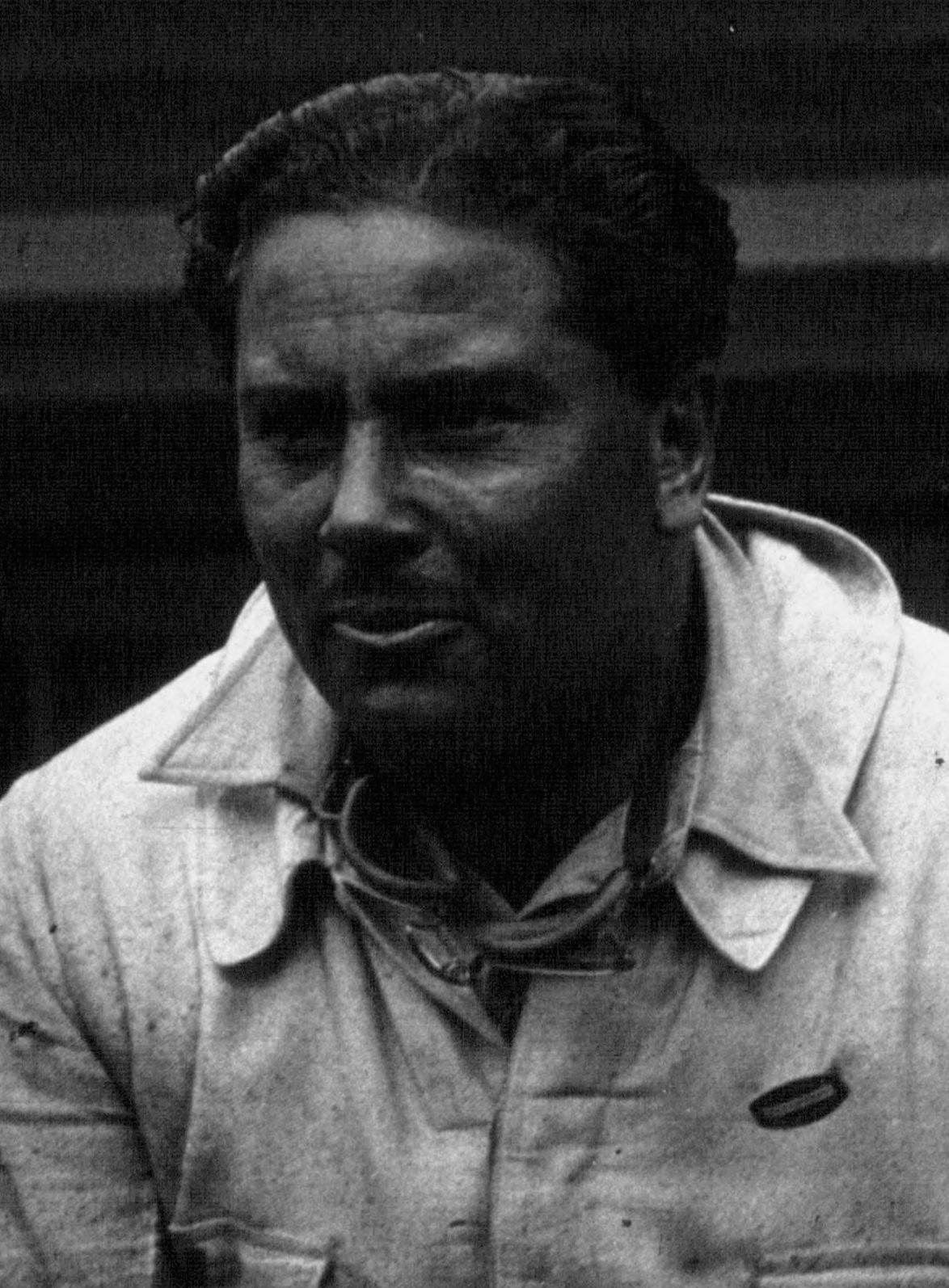
Woolf Barnato (1895–1948)

- Barnatt, Nathan (* 1981), US-amerikanischer Schauspieler und Comedian
- Barnaud, Nicolas (1538–1604), französischer Hugenotte, politischer Schriftsteller, Alchemist und Arzt
- Barnaure, Mircea (* 1953), rumänisch-deutscher Arzt und Autor
- Barnave, Antoine (1761–1793), französischer Politiker während der Französischen Revolution
- Barnavi, Élie (* 1946), israelischer Historiker
- Barnawi, Rayyanah (* 1988), saudi-arabische Raumfahrerin
- Barnay, Ludwig (1842–1924), deutscher Schauspieler und Intendant
- Barnay, Margit (1896–1974), deutsche Stummfilmschauspielerin
- Barnay, Markus (* 1957), österreichischer Journalist
- Barnay, Minna (1852–1932), deutsche Schauspielerin, Ehefrau von Ludwig Barnay
- Barnay, Paul (1884–1960), österreichischer Schauspieler, Theaterregisseur und -intendant

### Barnb
- Barnbrock, Christoph (* 1975), deutscher lutherischer Theologe

### Barnd
- Bärndorf, Auguste von (1823–1911), deutsche Schauspielerin
- Barndorff-Nielsen, Ole (1935–2022), dänischer Mathematiker

### Barne
- Barne, Henry (1831–1893), französischer Politiker
- Barne, Michael (1877–1961), britischer Marineoffizier und Polarforscher

#### Barnea
- Barnea, David (* 1965), israelischer Offizier und Direktor des MossadDavid Barnea (* 1965)

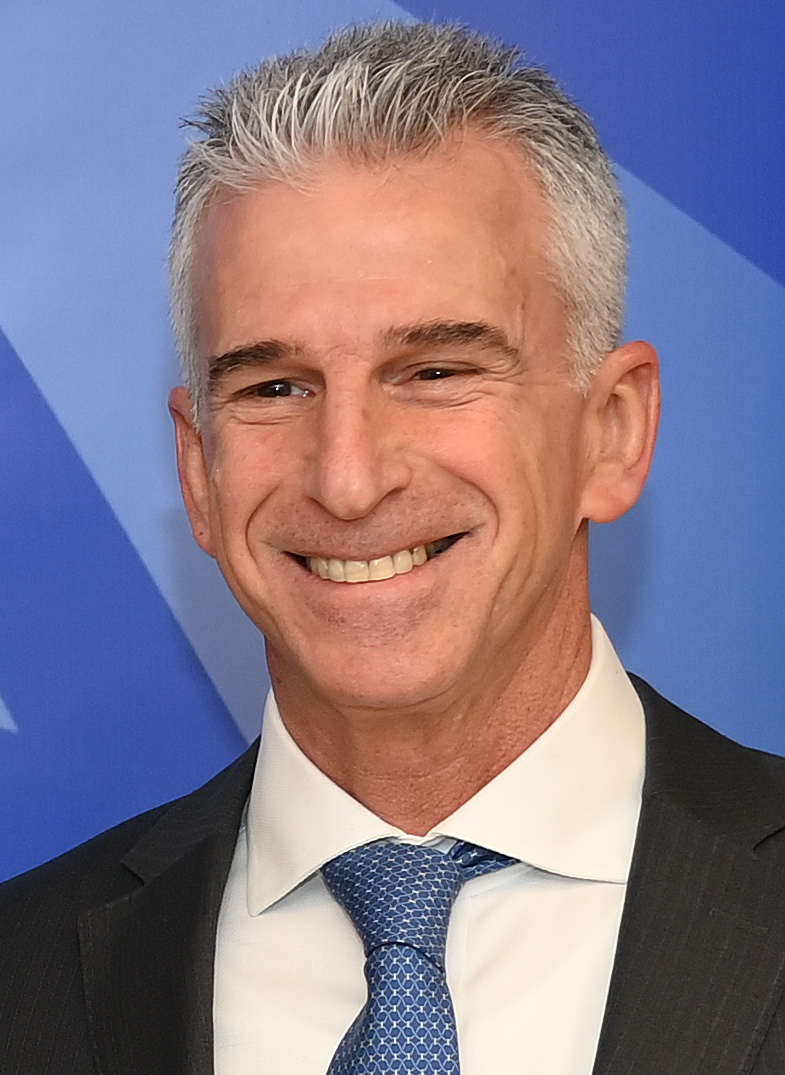
David Barnea (* 1965)

- Barnea, Merav (* 1971), israelische Opern-, Operetten- und Konzertsängerin in der Stimmlage dramatischer Sopran

#### Barneb
- Barneby, Rupert Charles (1911–2000), US-amerikanischer Botaniker und Autor

#### Barnec
- Barneck, Alfred (1885–1964), deutscher Mathematiker
- Bärneck, Otto Wilhelm von (1726–1803), preußischer Generalmajor

#### Barnef
- Barnefske, Hermann (1908–1993), deutscher Politiker (SPD), MdL

#### Barnek
- Barnekow, Albert von (1809–1895), preußischer General der Infanterie
- Barnekow, Cat (* 1990), US-amerikanisch-philippinische Fußballspielerin
- Barnekow, Christoph Gottlieb Bogislav von (1740–1829), preußischer Oberforstmeister und Gutsbesitzer
- Barnekow, Friedrich von (1848–1908), deutscher Verwaltungsbeamter
- Barnekow, Fritz (1899–1959), deutscher Polizeibeamter
- Barnekow, Gustav von (1779–1838), preußischer Generalmajor, Kommandeur zur 10. Kavallerie-Brigade
- Barnekow, Gustav von (1816–1882), preußischer Generalleutnant
- Barnekow, Karl-Heinz (* 1917), deutscher Gebrauchsgrafiker und Illustrator
- Barnekow, Kurt (1910–1998), deutscher Möbelfabrikant und -händler
- Barnekow, Lizbeth von (* 1943), dänische Badmintonspielerin
- Barnekow, Marten von (1900–1967), deutscher Springreiter
- Barnekow, Ulrich von (1816–1883), preußischer Generalmajor, Kommandeur der 6. Kavallerie-Brigade

#### Barnel
- Barnell, Jane (1877–1951), US-amerikanische Schauspielerin und eine JahrmarktssensationJane Barnell (1877–1951)

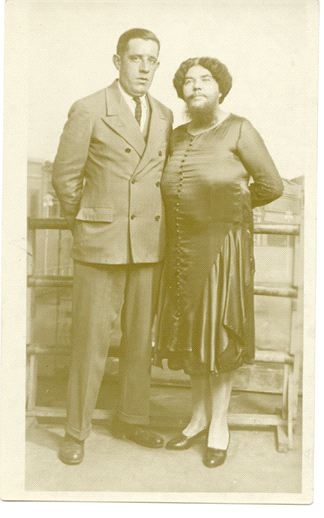
Jane Barnell (1877–1951)

#### Barner
- Barner, Andreas (1835–1910), deutscher Organist und Komponist
- Barner, Andreas (* 1953), deutscher Manager
- Barner, Axel (1955–2023), deutscher Lehrer, Literaturwissenschaftler und Autor
- Barner, Christoph von (1633–1711), Kaiserlicher General-Feldzeugmeister, oberster Kommandeur der k.u.k. Artillerie
- Barner, Friedrich von (1821–1889), preußischer Generalmajor
- Barner, Gerhard (1927–2014), deutscher Bankkaufmann und IHK-Präsident
- Barner, Heinrich Franz von (1753–1789), mecklenburgischer Gutsbesitzer, dänischer Kammerherr und Domherr in Lübeck
- Bärner, Johannes (* 1900), deutscher Biologe und Hochschullehrer
- Barner, Kenjon (* 1989), US-amerikanischer American-Football-Spieler
- Barner, Klaus (1933–2022), deutscher Schauspieler und HörspielsprecherKlaus Barner (1933–2022)

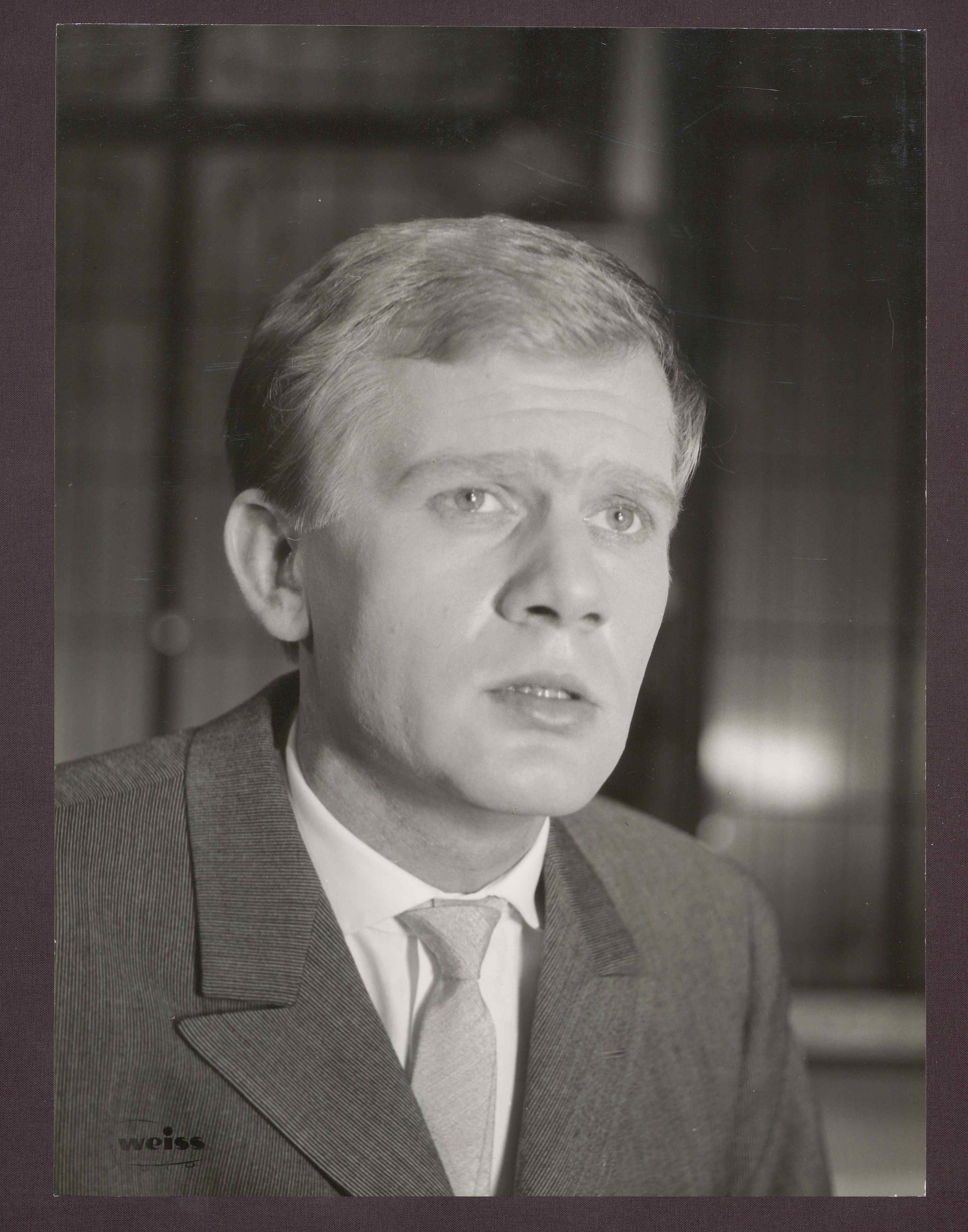
Klaus Barner (1933–2022)

- Barner, Klaus (* 1934), deutscher Mathematiker und Hochschullehrer
- Barner, Levin Joachim von (1747–1801), mecklenburgischer Gutsbesitzer und Hofbeamter
- Barner, Martin (1921–2020), deutscher Mathematiker
- Barner, Theodor (1895–1990), deutscher evangelischer Theologe und Superintendent
- Barner, Ulrich von (1786–1846), preußischer Generalleutnant, Kommandeur der 12. Division
- Barner, Wilfried (1937–2014), deutscher Literaturwissenschaftler
- Barner, Wilhelm (1893–1973), deutscher Lehrer und Heimatforscher
- Barnerssoi, Tobias (* 1969), deutscher Skirennläufer
- Barnert, Stina (* 1989), deutsche Basketballnationalspielerin

#### Barnes
- Barnes de Carlotto, Enriqueta Estela (* 1930), argentinische Menschenrechtlerin, Präsidentin der „Vereinigung Großmütter vom Plaza de Mayo“
- Barnés de Castro, Francisco José (* 1946), mexikanischer Chemieingenieur und ehemaliger UNAM-Rektor
- Barnés González, Adela (1908–2011), spanische Chemikerin und Hochschullehrerin
- Barnes Kennerly, Ortheia (1945–2015), US-amerikanische R&B- und Jazz-Sängerin
- Barnes, Alan (* 1959), britischer Jazzmusiker
- Barnes, Albert C. (1872–1951), amerikanischer Arzt, Chemiker, Pharmazeut, Kunstsammler, Autor, Philanthrop und Stifter der Barnes Foundation
- Barnes, Allan (1949–2016), US-amerikanischer Jazzmusiker
- Barnes, Archie (* 2006), britischer Schauspieler
- Barnes, Arthur K. (1909–1969), US-amerikanischer Science-Fiction-Autor
- Barnes, Ashley (* 1989), englischer Fußballspieler
- Barnes, Barnabe († 1609), englischer Schriftsteller
- Barnes, Ben (* 1938), US-amerikanischer Politiker
- Barnes, Ben (* 1981), britischer Film- und Theaterschauspieler und SängerBen Barnes (* 1981)

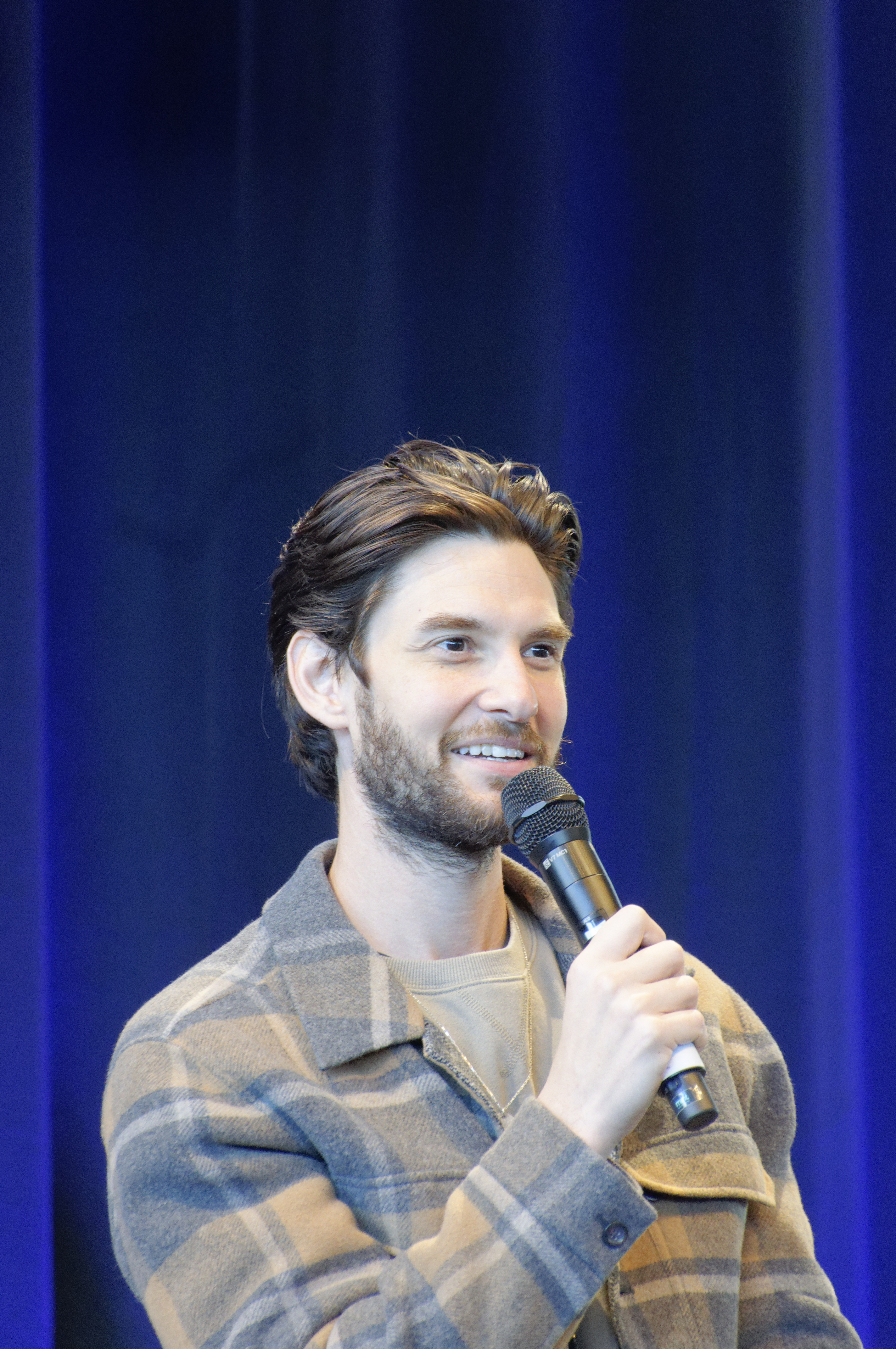
Ben Barnes (* 1981)

- Barnes, Benny (1936–1987), US-amerikanischer Country-Musiker
- Barnes, Benny (* 1951), US-amerikanischer American-Football-Spieler
- Barnes, Berrick (* 1986), australischer Rugby-Union-Spieler
- Barnes, Billy (1852–1899), englischer Cricketspieler
- Barnes, Billy (1879–1962), englischer Fußballspieler und -trainer
- Barnes, Billy (1927–2012), US-amerikanischer Komponist
- Barnes, Binnie (1903–1998), britische Schauspielerin
- Barnes, Bootsie (1937–2020), US-amerikanischer Jazzmusiker (Saxophon)
- Barnes, Brandon (* 1978), amerikanischer Musiker und SchlagzeugerBrandon Barnes (* 1978)

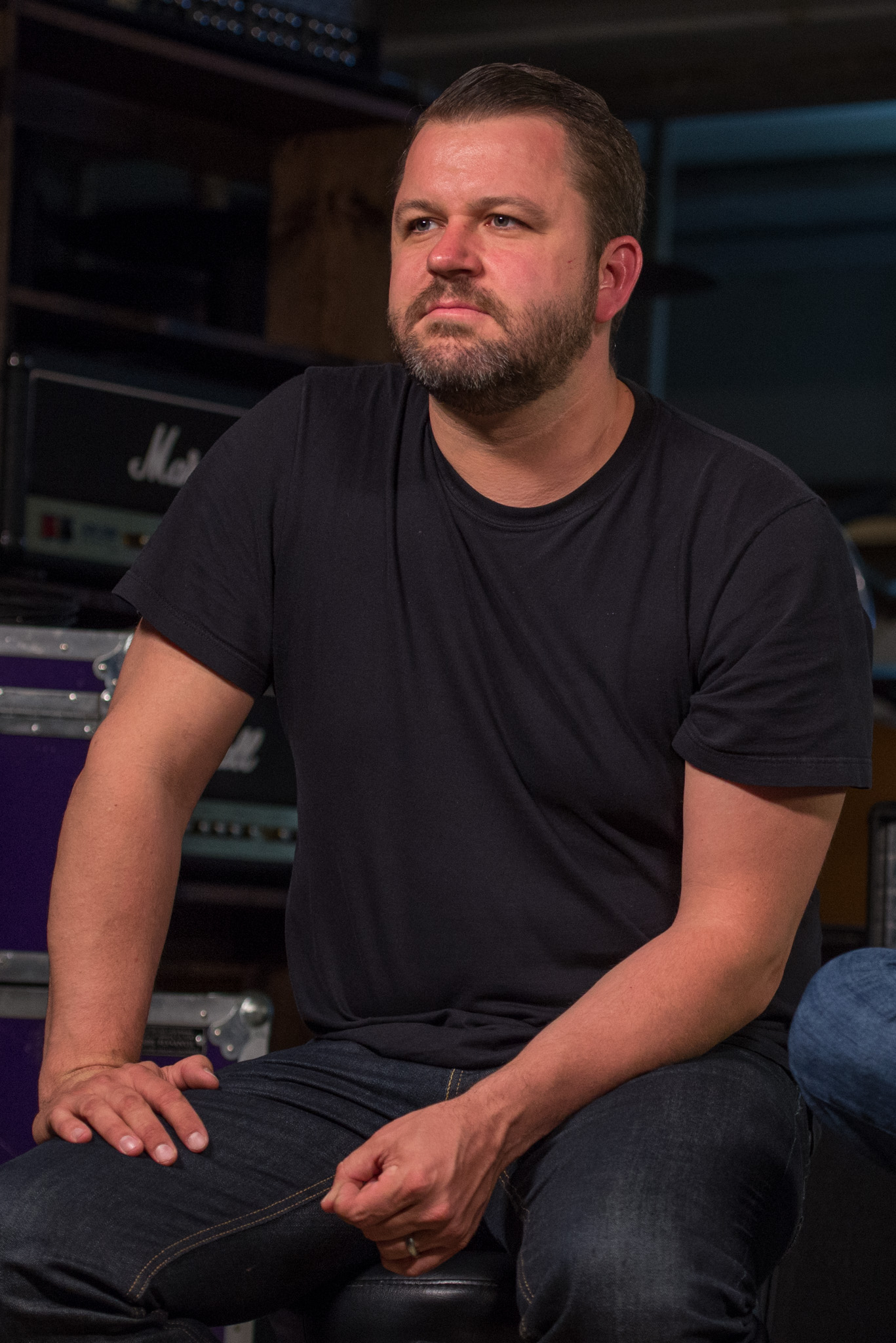
Brandon Barnes (* 1978)

- Barnes, Brenda C. (1953–2017), US-amerikanische Managerin, CEO von „Sara Lee“
- Barnes, Brian James (1933–2017), australischer Ordensgeistlicher, römisch-katholischer Erzbischof von Port Moresby
- Barnes, Bruce, US-amerikanischer Bluesmusiker und Sänger
- Barnes, Cassius McDonald (1845–1925), US-amerikanischer Politiker
- Barnes, Cayla (* 1999), US-amerikanische Eishockeyspielerin
- Barnes, Celera (* 1998), US-amerikanische Sprinterin
- Barnes, Charles (1901–1998), australischer Politiker und Pferdezüchter
- Barnes, Charles Reid (1858–1910), US-amerikanischer Pflanzenökologe
- Barnes, Chester (1947–2021), englischer Tischtennisspieler

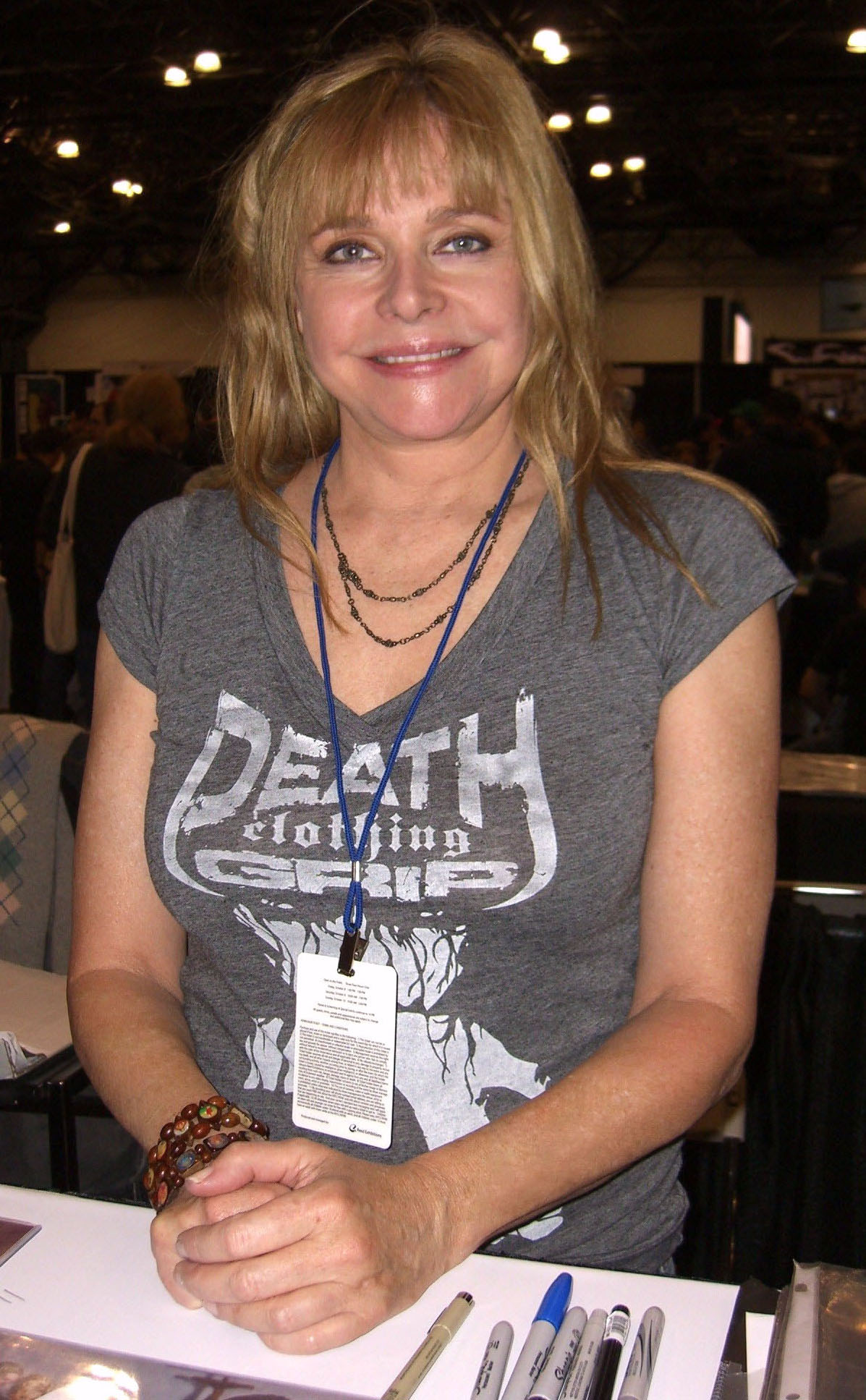
Priscilla Barnes (* 1954)

- Barnes, Chris (* 1966), US-amerikanischer Sänger der Death-Metal-Band Six Feet Under
- Barnes, Christopher Daniel (* 1972), US-amerikanischer Schauspieler und Synchronsprecher
- Barnes, Cooper (* 1979), US-amerikanischer Schauspieler britischer Herkunft
- Barnes, Dave (* 1978), US-amerikanischer Singer-Songwriter
- Barnes, David Leonard (1760–1812), britisch-amerikanischer Jurist
- Barnes, Demas (1827–1888), amerikanischer Politiker
- Barnes, Demore (* 1976), kanadischer Schauspieler
- Barnes, Dillon (* 1996), englischer Fußballtorhüter
- Barnes, Djuna (1892–1982), US-amerikanische SchriftstellerinDjuna Barnes (1892–1982)

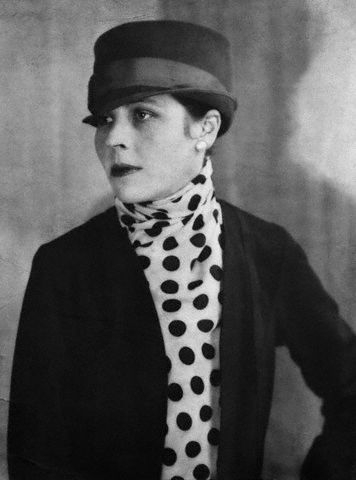
Djuna Barnes (1892–1982)

- Barnes, Don (* 1952), US-amerikanischer Rocksänger und Gitarrist
- Barnes, Edward (1776–1838), britischer Offizier und Kolonialbeamter
- Barnes, Edwin (1935–2019), britischer Geistlicher
- Barnes, Eileen (1876–1956), irische Künstlerin
- Barnes, Emile (1892–1970), US-amerikanischer Jazz-Klarinettist des New Orleans Jazz
- Barnes, Emre Zafer (* 1988), türkischer Sprinter jamaikanischer Herkunft
- Barnes, Eric (1924–2000), walisisch-australischer Mathematiker
- Barnes, Erica (* 1992), amerikanische Basketballspielerin
- Barnes, Ernest William (1874–1953), englischer Mathematiker und Theologe
- Barnes, Eustace (* 1963), britischer Vogelillustrator und Leiter von Vogelbeobachtungstouren
- Barnes, Frank C. (1918–1992), US-amerikanischer Fachbuchautor und Jurist
- Barnes, Frank Stanley (1900–1978), britischer Autorennfahrer
- Barnes, Frederick Kynaston (1828–1908), britischer Schiffbauingenieur
- Barnes, George (1849–1934), britischer Sportschütze
- Barnes, George (1892–1953), amerikanischer Kameramann
- Barnes, George (1921–1977), US-amerikanischer Jazz-Gitarrist
- Barnes, George Nicoll (1859–1940), britischer Politiker (Labour Party)
- Barnes, George Thomas (1833–1901), US-amerikanischer Politiker
- Barnes, Gerald Richard (* 1945), US-amerikanischer Geistlicher und emeritierter römisch-katholischer Bischof von San Bernardino
- Barnes, Gerilin (* 2008), antiguanische Weitspringerin
- Barnes, Hannah (* 1993), britische Radsportlerin
- Barnes, Harrison (* 1992), US-amerikanischer Basketballspieler
- Barnes, Harry Elmer (1889–1968), US-amerikanischer Soziologe und Kulturhistoriker
- Barnes, Harvey (* 1997), englischer Fußballspieler
- Barnes, Harvey (* 1999), irischer Radsportler
- Barnes, Helen (1895–1925), US-amerikanische Musical-Schauspielerin und Tänzerin
- Barnes, Hugh Shakespear (1853–1940), britischer Verwaltungsbeamter
- Barnes, Ian, britischer Regisseur
- Barnes, Jack (1922–1985), australischer Arzt und Physiker in Queensland, Australien
- Barnes, Jackie (* 1986), US-amerikanische Goalballspielerin
- Barnes, James (1801–1869), US-amerikanischer Eisenbahnmanager, General
- Barnes, James (* 1949), US-amerikanischer Komponist
- Barnes, James Donald (1907–1970), britischer Autorennfahrer
- Barnes, James M. (1899–1958), US-amerikanischer Politiker
- Barnes, Jennifer Lynn, US-amerikanische Schriftstellerin und Psychologin
- Barnes, Jimmy (* 1956), australischer RocksängerJimmy Barnes (* 1956)

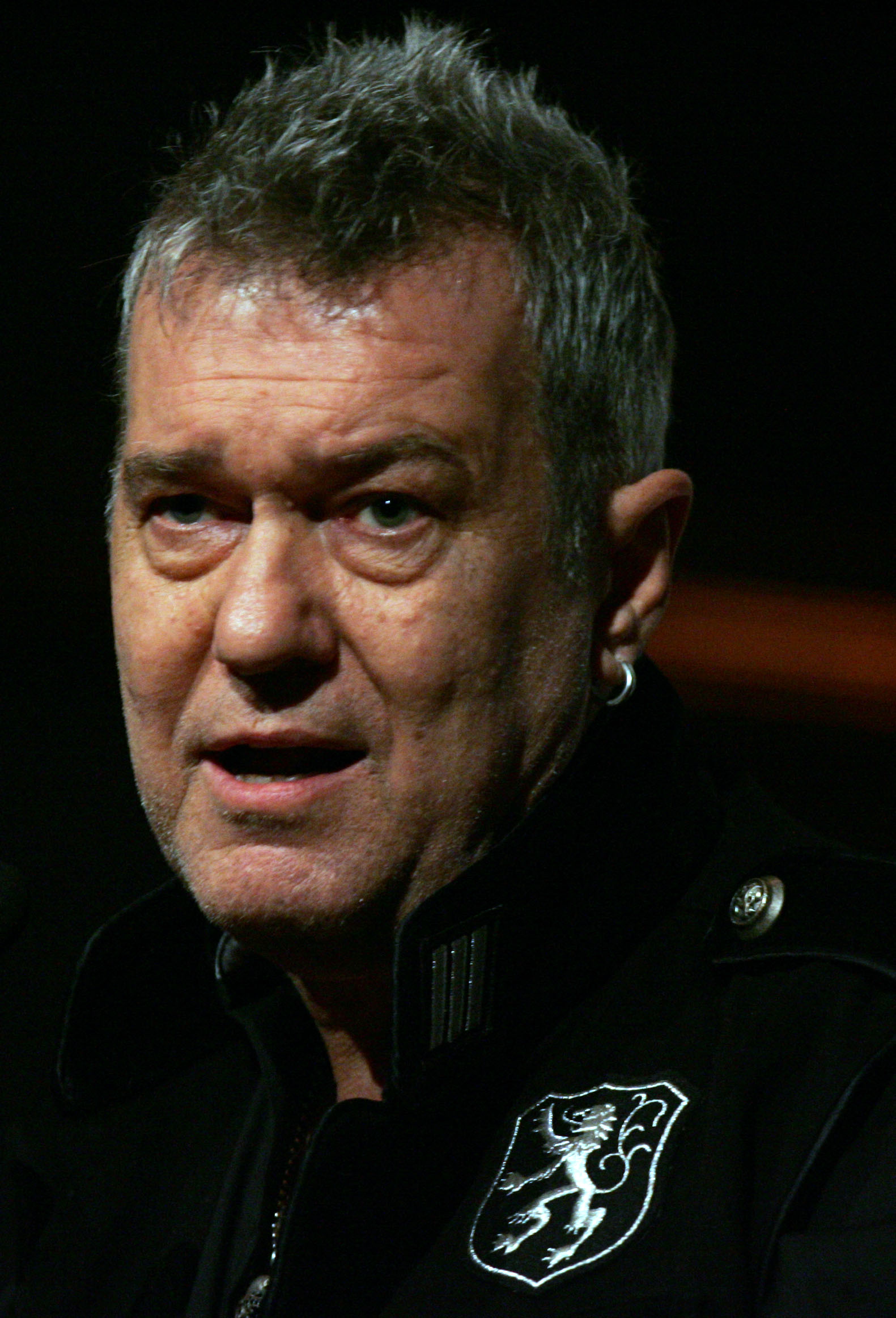
Jimmy Barnes (* 1956)

- Barnes, Joanna (1934–2022), US-amerikanische Schauspielerin und Schriftstellerin
- Barnes, John (1918–2010), britisch-australischer Anthropologe und Hochschullehrer
- Barnes, John (1920–2000), US-amerikanischer Filmproduzent und Filmregisseur
- Barnes, John (1929–2004), US-amerikanischer 800-m-Läufer
- Barnes, John (* 1957), US-amerikanischer Science-Fiction-Autor
- Barnes, John (* 1963), englischer Fußballspieler und -trainer
- Barnes, John Henry (1927–1989), US-amerikanischer Prediger, Gründer der Royal Rangers
- Barnes, John Peter (1881–1959), US-amerikanischer Jurist
- Barnes, Jonathan (* 1942), britischer Philosoph und Philosophiehistoriker
- Barnes, Joselpho (* 2001), ghanaisch-deutscher Fußballspieler
- Barnes, Joshua (1654–1712), britischer Hochschullehrer, Fachmann für griechische Sprache und Geschichte
- Barnes, Joslyn, Filmproduzentin, Drehbuchautorin und Regisseurin
- Barnes, Julia (1962–2017), britische Radiomoderatorin und Nachrichtensprecherin
- Barnes, Julian (* 1946), britischer SchriftstellerJulian Barnes (* 1946)

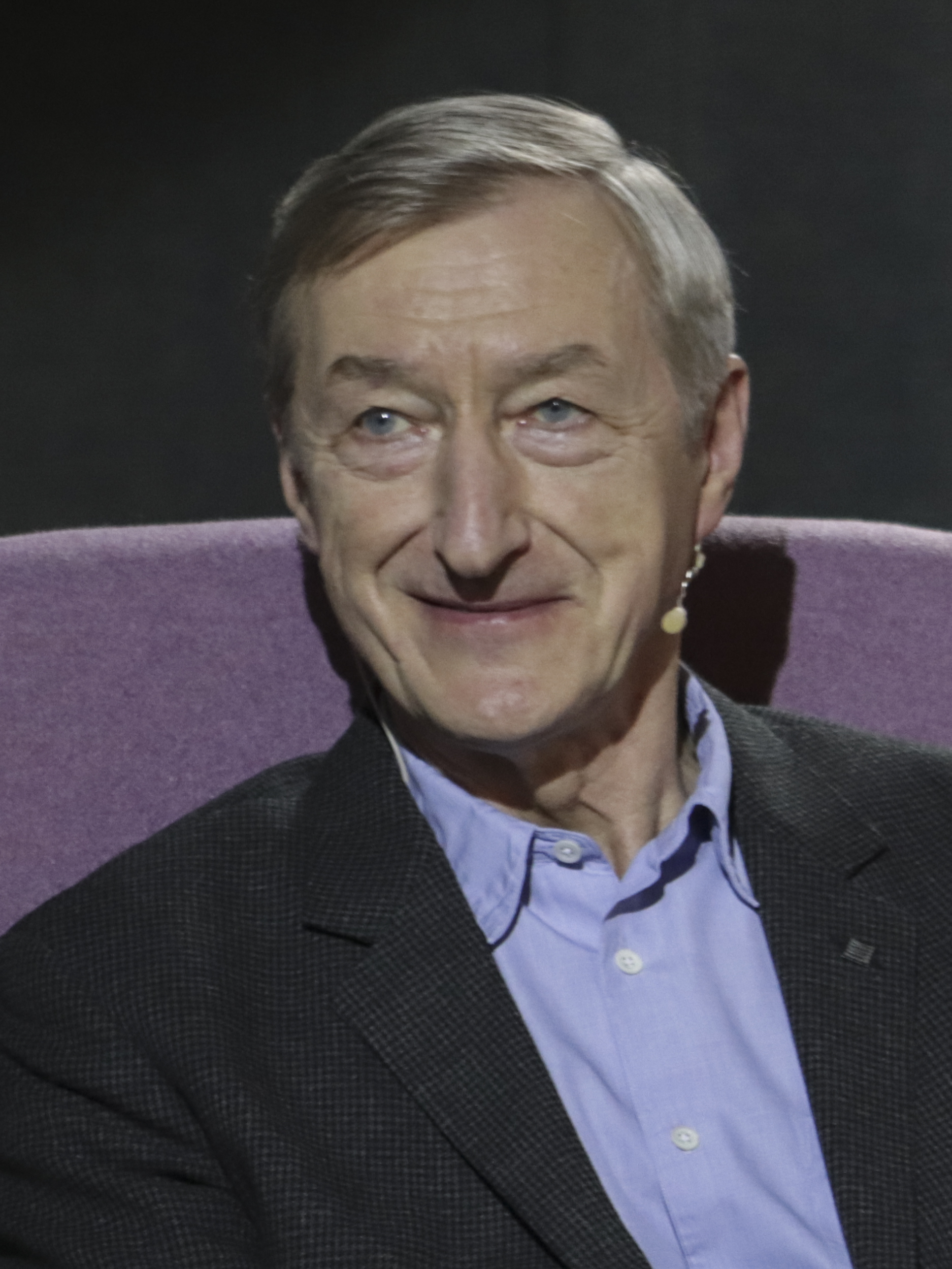
Julian Barnes (* 1946)

- Barnes, Justus D. (1862–1946), US-amerikanischer Stummfilmschauspieler
- Barnes, Kay Waldo (* 1938), US-amerikanische Politikerin
- Barnes, Ken (1929–2010), englischer Fußballspieler und -trainer
- Barnes, Kirsten (* 1968), kanadische Ruderin
- Barnes, Lacee (* 1999), kaimanianische Leichtathletin
- Barnes, Lanny (* 1982), US-amerikanische Biathletin
- Barnes, Lauren (* 1989), US-amerikanische Fußballspielerin
- Barnes, Lee (1906–1970), US-amerikanischer Leichtathlet
- Barnes, Leroy (1933–2012), US-amerikanischer Mobster
- Barnes, Lewis (* 1955), US-amerikanischer Jazztrompeter
- Barnes, Linda (* 1949), US-amerikanische Krimi-Schriftstellerin
- Barnes, Liz (* 1951), britische Mittelstreckenläuferin und Sprinterin
- Barnes, Louise (* 1974), südafrikanische Schauspielerin
- Barnes, Lyman E. (1855–1904), US-amerikanischer Politiker
- Barnes, Mabel (1905–1993), US-amerikanische Mathematikerin und Hochschullehrerin
- Barnes, Mae (1907–1996), US-amerikanische Sängerin, Tänzerin und Schauspielerin
- Barnes, Mandela (* 1986), US-amerikanischer Politiker
- Barnes, Margaret Ayer (1886–1967), US-amerikanische Dramatikerin, Autorin und Pulitzer-Preisträgerin
- Barnes, Mary (1923–2001), britische Künstlerin und Schriftstellerin
- Barnes, Matt (* 1980), US-amerikanischer BasketballspielerMatt Barnes (* 1980)

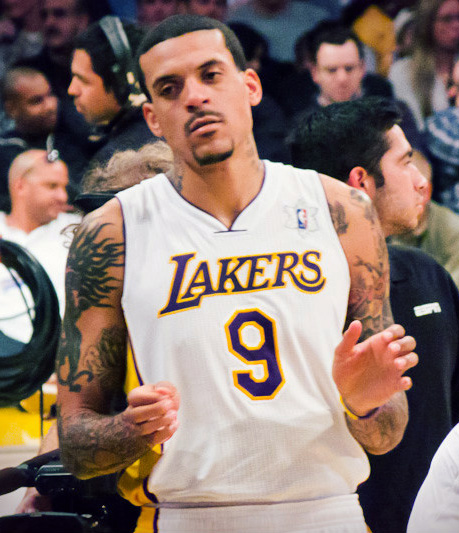
Matt Barnes (* 1980)

- Barnes, Matt (* 1990), US-amerikanischer Baseballspieler
- Barnes, Michael D. (* 1943), US-amerikanischer Politiker
- Barnes, Milton (1830–1895), US-amerikanischer Lehrer, Jurist, Offizier und Politiker
- Barnes, Milton (1931–2001), kanadischer Jazzschlagzeuger, Komponist und Dirigent
- Barnes, Milton Nathaniel (* 1954), liberianischer Politiker und UN-Botschafter
- Barnes, Miriam (* 1983), US-amerikanische Sprinterin
- Barnes, Monica (1936–2018), irische Politikerin
- Barnes, N’Kosie (* 1974), antiguanischer Leichtathlet
- Barnes, Paddy (* 1987), nordirischer Boxer
- Barnes, Pancho (1901–1975), erste US-amerikanische Stuntpilotin
- Barnes, Pete (1962–2013), britischer Hubschrauberpilot
- Barnes, Peter (1931–2004), britischer Dramatiker, Drehbuchautor, Filmproduzent und Filmregisseur
- Barnes, Peter (* 1940), US-amerikanischer Autor und Unternehmer
- Barnes, Peter (* 1957), englischer Fußballspieler
- Barnes, Pinkie (1915–2012), englische Tischtennisspielerin
- Barnes, Polo (1901–1981), US-amerikanischer Jazz-Klarinettist und Saxophonist
- Barnes, Priscilla (* 1954), US-amerikanische SchauspielerinPriscilla Barnes (* 1954)
- Barnes, Randy (* 1966), US-amerikanischer Kugelstoßer
- Barnes, Rayford (1920–2000), US-amerikanischer Schauspieler
- Barnes, Richard (* 1944), englischer Sänger
- Barnes, Robert († 1540), englischer Reformator und Märtyrer
- Barnes, Roy (* 1948), US-amerikanischer Politiker
- Barnes, Scottie (* 2001), US-amerikanischer Basketballspieler
- Barnes, Sebastian (* 1976), ghanaischer Fußballspieler
- Barnes, Steven (* 1952), US-amerikanischer Science-Fiction-Autor
- Barnes, Stu (* 1970), kanadischer Eishockeyspieler, -trainer und -funktionär
- Barnes, Thomas N. (1930–2003), US-amerikanischer Soldat, Chief Master Sergeant of the Air Force (1973–1997)
- Barnes, Timothy D. (* 1942), britischer Althistoriker
- Barnes, Tom (* 1959), US-amerikanischer Bobfahrer
- Barnes, Wade (1954–2012), US-amerikanischer Jazzmusiker
- Barnes, Walley (1920–1975), walisischer Fußballspieler und Moderator
- Barnes, Walter (1905–1940), US-amerikanischer Jazz-Musiker und Bigband-Leader
- Barnes, Walter (1918–1998), US-amerikanischer SchauspielerWalter Barnes (1918–1998)

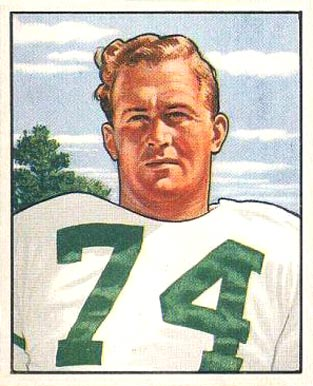
Walter Barnes (1918–1998)

- Barnes, Wayne (* 1979), britischer Rugby-Union-Schiedsrichter
- Barnes, Will (* 1988), US-amerikanischer Basketballspieler
- Barnes, William († 1505), englischer Kleriker und Jurist
- Barnes, William (1801–1886), englischer Schriftsteller, Dialektdichter und Philologe
- Barnes, William (1876–1925), kanadischer Sportschütze
- Barnes, Zandrion (* 2001), jamaikanischer Sprinter
- Barnes-Coliander, Tracy (* 1982), US-amerikanische Biathletin
- Barnes-Worrell, Elliot (* 1991), englischer Theater- und Filmschauspieler, Dichter und Regisseur

#### Barnet
- Barnet, Boris Wassiljewitsch (1902–1965), sowjetischer Filmregisseur und Schauspieler
- Barnet, Charlie (1913–1991), amerikanischer Jazz-Saxophonist und Bandleader
- Barnet, Darren (* 1991), US-amerikanischer Filmschauspieler
- Barnet, Günther (* 1967), österreichischer Politiker (FPÖ, BZÖ), Landtagsabgeordneter
- Barnet, José Agripino (1864–1945), kubanischer Präsident
- Barnet, Kary (1923–1972), deutsche Sängerin
- Barnet, Miguel (* 1940), kubanischer Schriftsteller und Ethnologe
- Barnet, Will (1911–2012), US-amerikanischer Maler und Grafiker
- Barnetson, William, Baron Barnetson (1917–1981), britischer Zeitungsverleger und Fernsehmanager
- Barnett Hinchley, Tamsin (* 1980), australische Volleyballspielerin
- Barnett, Alice (1886–1975), US-amerikanische Komponistin und Musikpädagogin
- Barnett, Alicia (* 1993), britische Tennisspielerin
- Barnett, Allen (1955–1991), US-amerikanischer Autor
- Barnett, Allison J. (1892–1971), US-amerikanischer Offizier, Generalmajor der US Army
- Barnett, Angus (* 1963), britischer Schauspieler
- Barnett, Bianca (* 1979), US-amerikanische Schauspielerin
- Barnett, Carla (* 1958), belizische Ökonomin und Politikerin
- Barnett, Carol (* 1949), US-amerikanische Komponistin und Flötistin
- Barnett, Charlie (1954–1996), US-amerikanischer Komiker und Schauspieler
- Barnett, Charlie (* 1988), US-amerikanischer Schauspieler
- Barnett, Colin (* 1950), australischer Politiker
- Barnett, Corelli (1927–2022), britischer Militärhistoriker
- Barnett, Courtney (* 1987), australische Singer-Songwriterin und GitarristinCourtney Barnett (* 1987)

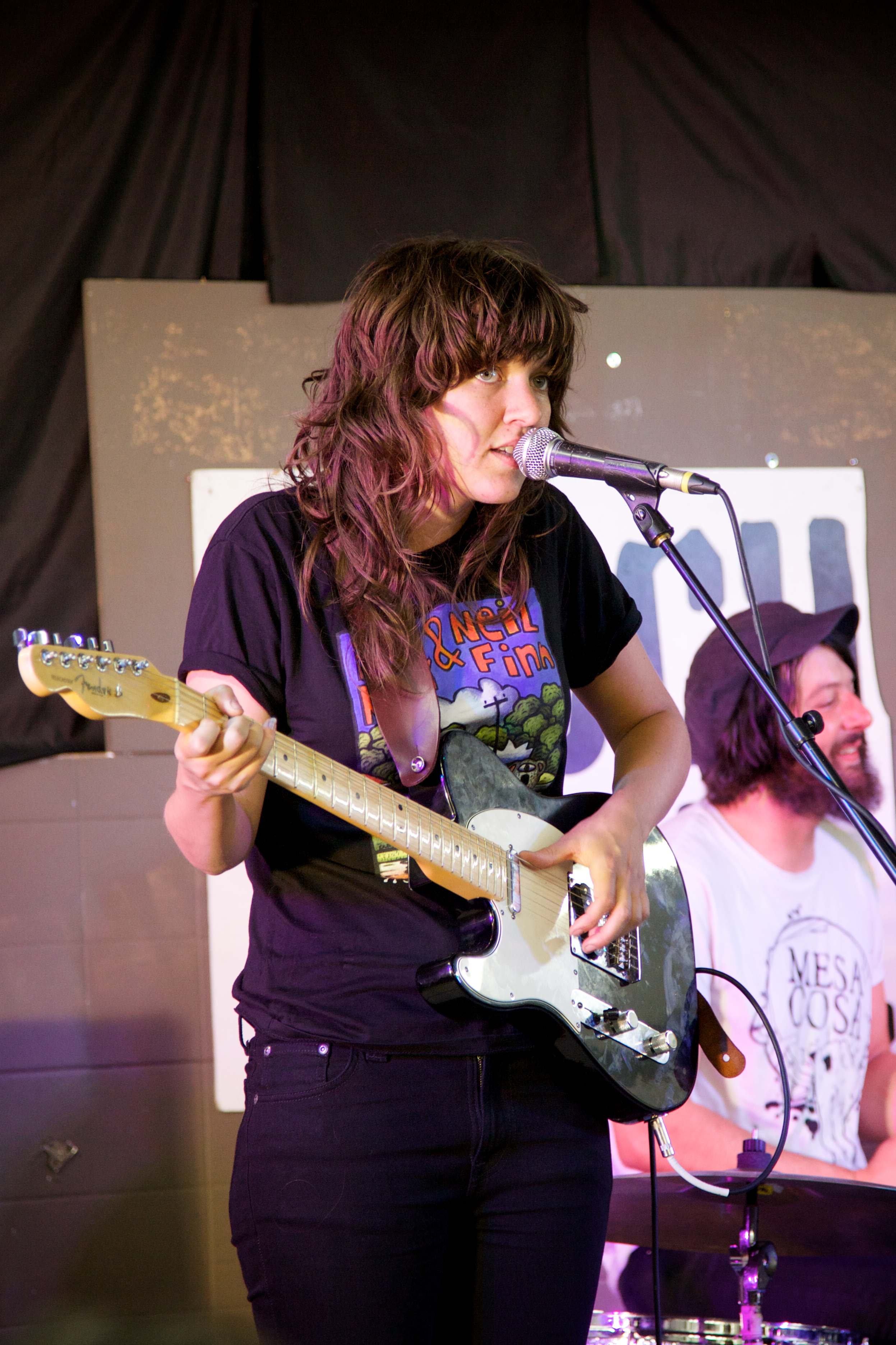
Courtney Barnett (* 1987)

- Barnett, Daniel, südafrikanischer Synchronsprecher, Schauspieler, Schauspiellehrer und Unternehmer
- Barnett, Denis (1906–1992), britischer Offizier der Luftstreitkräfte des Vereinigten Königreichs
- Barnett, Doris (* 1953), deutsche Politikerin (SPD), MdB
- Barnett, Etta Moten (1901–2004), afroamerikanische Sängerin, Schauspielerin und Philanthropistin
- Barnett, Frank (1933–2016), US-amerikanischer Politiker
- Barnett, George (1859–1930), Generalmajor im U.S. Marine Corps
- Barnett, George Washington (1793–1848), US-amerikanischer Arzt, Siedler, Offizier und Politiker
- Barnett, Griff (1884–1958), US-amerikanischer Schauspieler
- Barnett, Henrietta (1851–1936), englisch-britische Sozialreformerin, Schulleiterin und Autorin
- Barnett, Jack (1881–1918), australisch Rugby-Union- und Rugby-League-Spieler
- Barnett, Jacob (* 1998), US-amerikanischer PhysikerJacob Barnett (* 1998)

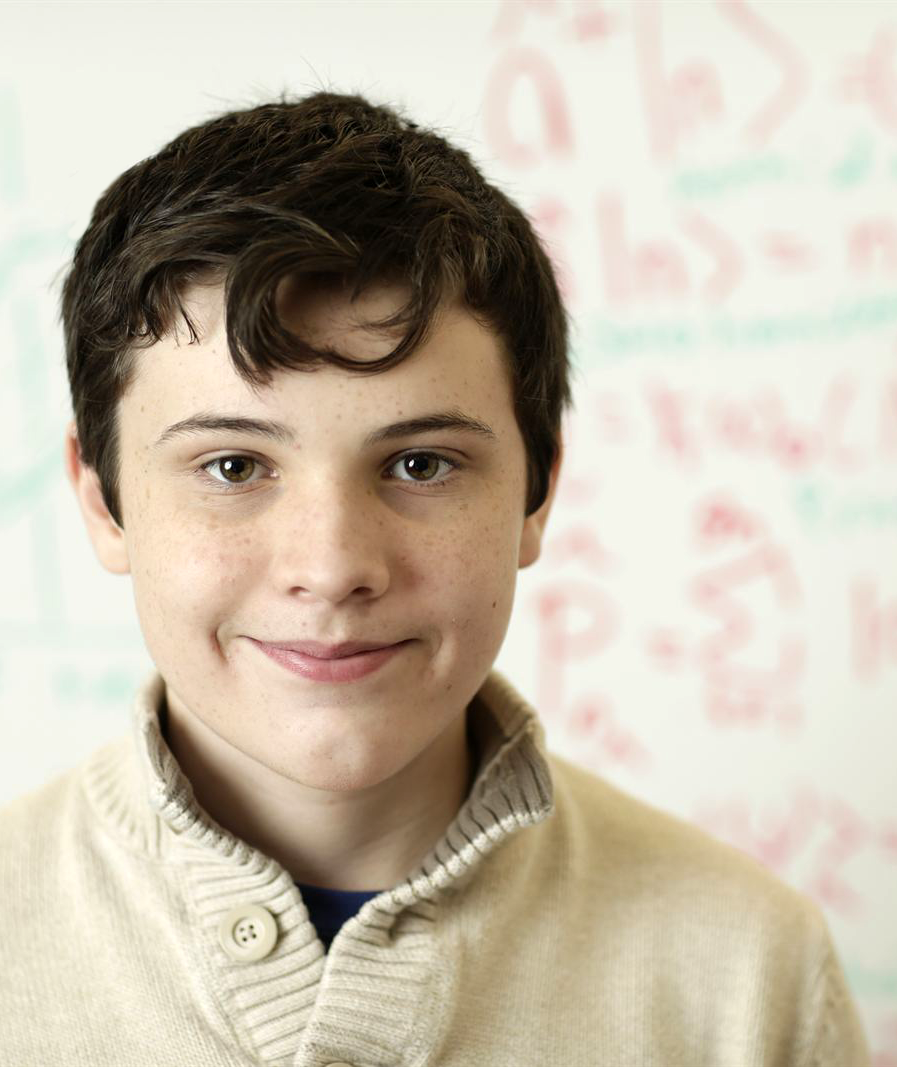
Jacob Barnett (* 1998)

- Barnett, Jesse (* 1987), US-amerikanischer Rockmusiker
- Barnett, Joel (1923–2014), britischer Politiker (Labour), Mitglied des House of Commons
- Barnett, John (1962–2024), US-amerikanischer Luft- und Raumfahrtingenieur und Whistleblower
- Barnett, Laura (* 1982), britische Journalistin und Schriftstellerin
- Barnett, Lauren (* 1984), US-amerikanische Triathletin
- Barnett, Leon (* 1985), englischer Fußballspieler
- Barnett, Lilian (1942–2018), neuseeländische Dartspielerin
- Barnett, Lisa A. (1958–2006), US-amerikanische Schriftstellerin
- Barnett, Lloyd Melville Harcourt (* 1930), jamaikanischer Diplomat
- Barnett, Marguerite Ross (1942–1992), US-amerikanische Politologin, Präsidentin der University of Houston
- Barnett, Nikki, Schauspielerin
- Barnett, Percy Neville (1881–1953), australischer Sammler und Autor
- Barnett, Reg (* 1945), britischer Radsportler und Teilnehmer an den Olympischen Spielen 1968
- Barnett, Richard David (1909–1986), britischer vorderasiatischer Archäologe und Kurator am British Museum
- Barnett, Rosalind (* 1937), amerikanische Sozialwissenschaftlerin und Psychologin
- Barnett, Ross (1898–1987), US-amerikanischer Politiker
- Barnett, Ruth (* 1935), deutsch-britische Pädagogin und Überlebende des Holocaust
- Barnett, S. H. (1908–1988), US-amerikanischer Drehbuchautor
- Barnett, Samuel (* 1980), englischer SchauspielerSamuel Barnett (* 1980)

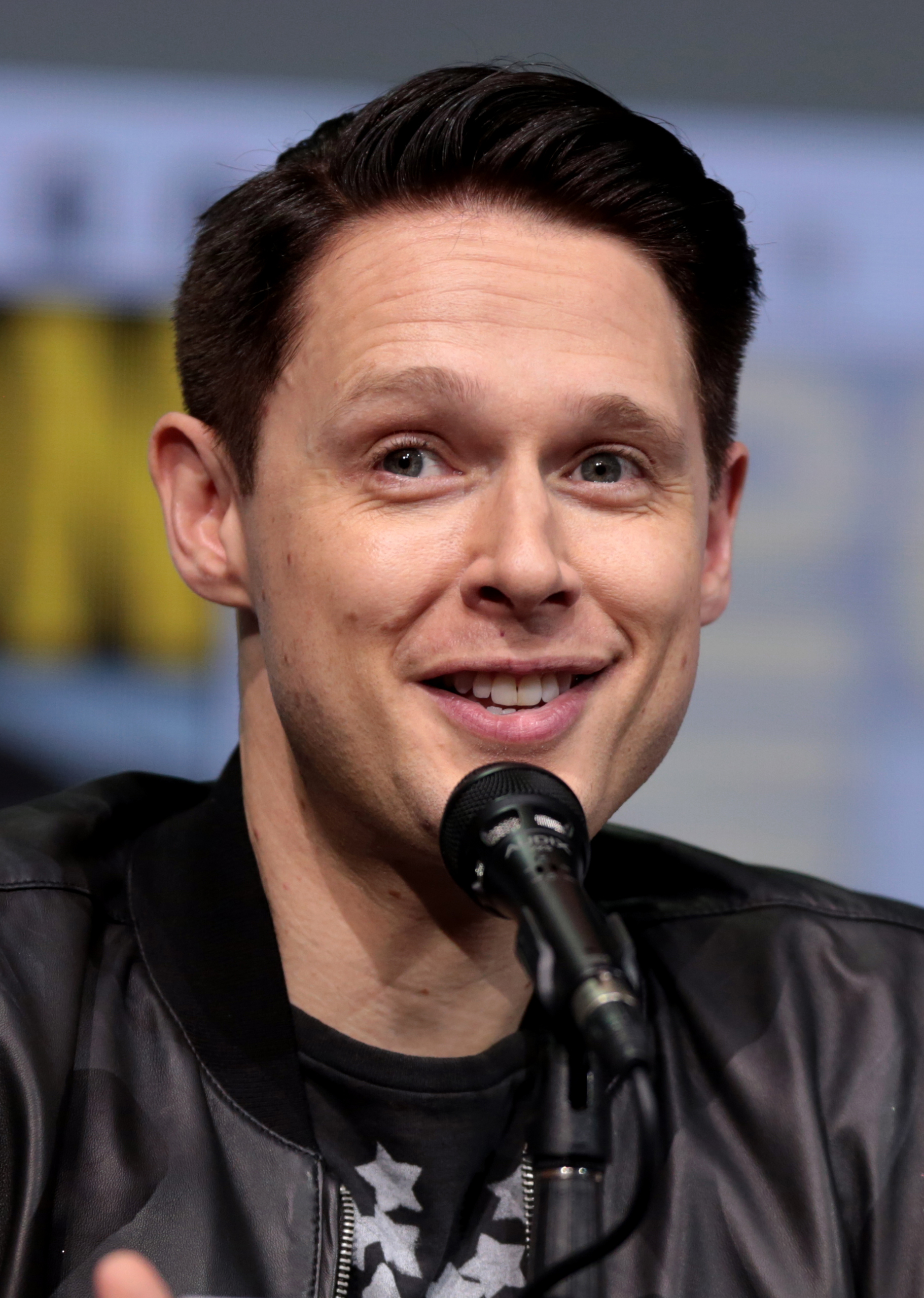
Samuel Barnett (* 1980)

- Barnett, Samuel Augustus (1844–1913), britischer Sozialreformer und anglikanischer Geistlicher
- Barnett, Samuel Jackson (1873–1956), US-amerikanischer Physiker
- Barnett, Shannon (* 1982), australische Musikerin des Modern Jazz (Posaune, Komposition)
- Barnett, Stephen M., britischer Physiker
- Barnett, Steven (* 1943), US-amerikanischer Wasserballspieler
- Barnett, Steven (* 1979), australischer Wasserspringer
- Barnett, Tara-Sue (* 1993), jamaikanische Leichtathletin
- Barnett, Thomas (1798–1843), texanischer Siedler, Politiker und Jurist
- Barnett, Thomas P. M. (* 1962), US-amerikanischer Forscher auf dem Gebiet der Militärstrategie
- Barnett, Tim (* 1958), neuseeländischer Politiker
- Barnett, Ty (* 1975), US-amerikanischer Komiker, Schauspieler, Filmproduzent und Drehbuchautor
- Barnett, Vince (1902–1977), US-amerikanischer Schauspieler
- Barnett, William (1761–1832), US-amerikanischer Politiker
- Barnett-Burkart, Helen (* 1958), britisch-schweizerische Sprinterin
- Barnetta, Tranquillo (* 1985), Schweizer Fussballspieler

#### Barnev
- Barneveld, Norbert van (* 1973), niederländischer Badmintonspieler
- Barneveld, Raymond van (* 1967), niederländischer DartspielerRaymond van Barneveld (* 1967)

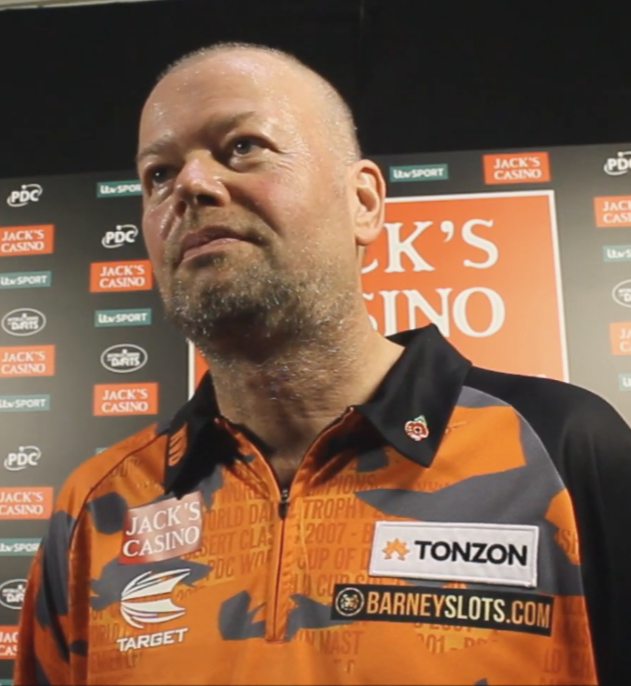
Raymond van Barneveld (* 1967)

- Barneveld, René van (* 1951), niederländischer Sänger und Gitarrist
- Barnevik, Percy (1941–2025), schwedischer Manager

#### Barnew
- Barnewald, Otto (1896–1973), deutscher Verwaltungsführer in verschiedenen Konzentrationslagern
- Barnewitz, Christian (1927–2011), deutscher Müller, Kaufmann, Freimaurer und Unternehmer
- Barnewitz, Friedrich (1889–1948), deutscher Archivar und Heimatforscher
- Barnewitz, Hans Wilhelm (1885–1968), deutscher Pädagoge, Studienrat und Heimatforscher
- Barnewitz, Hans-Joachim (1892–1965), deutscher Generalarzt im Zweiten Weltkrieg

#### Barney
- Barney, Alice Pike (1857–1931), US-amerikanische Malerin
- Barney, Ida (1886–1982), US-amerikanische Astronomin
- Barney, Jay, US-amerikanischer Wirtschaftswissenschaftler, Professor für Strategisches Management
- Barney, Jean (* 1947), französischer Schauspieler
- Barney, John (1785–1857), US-amerikanischer Politiker
- Barney, Laura Clifford (1879–1974), US-amerikanische Autorin und Anhängerin der Bahai-Religion
- Barney, Lem (* 1945), US-amerikanischer American-Football-Spieler
- Barney, Matthew (* 1967), US-amerikanischer Medien-KünstlerMatthew Barney (* 1967)

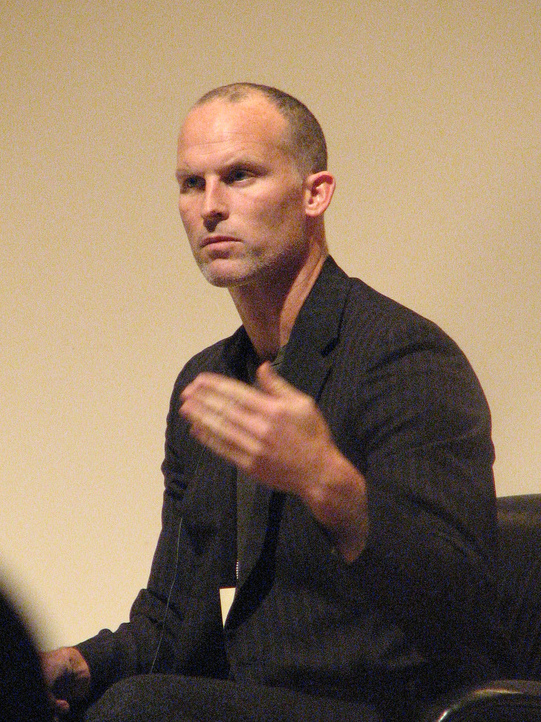
Matthew Barney (* 1967)

- Barney, Natalie Clifford (1876–1972), US-amerikanische Schriftstellerin und Begründerin eines Literarischen Salons in Paris
- Barney, Rachel (* 1966), US-amerikanische Philosophin
- Barney, Samuel S. (1846–1919), US-amerikanischer Jurist und Politiker
- Barney, Scott (* 1979), kanadischer Eishockeyspieler, -trainer und -funktionär
- Barney, Tina (* 1945), US-amerikanische Fotografin

### Barnf
- Bärnfeind, Anton (1833–1907), österreichischer Politiker
- Barnfield, Richard († 1620), englischer Dichter

### Barnh
- Barnhardt, George C. (1868–1930), US-amerikanischer Offizier, Brigadegeneral der US-Army
- Barnhardt, Luther E. (1903–1980), US-amerikanischer Politiker
- Barnhardt, Tyler (* 1993), US-amerikanischer Schauspieler
- Barnhart, Gordon (* 1945), kanadischer Historiker und Beamter
- Barnhart, Henry A. (1858–1934), US-amerikanischer Politiker
- Barnhart, Jeff, US-amerikanischer Jazzmusiker (Piano)
- Barnhart, Nicole (* 1981), US-amerikanische Fußballtorhüterin
- Barnhill, James (1921–1966), US-amerikanischer Schiedsrichter im American Football
- Barnhill, Ruby (* 2004), britische Schauspielerin
- Barnhisel, Greg (* 1969), amerikanischer Literaturwissenschaftler
- Barnhorn, Clement (1857–1935), US-amerikanischer Bildhauer und Holzschnitzer deutscher Abstammung
- Barnhusen, Stefan (* 1988), deutscher Koch

### Barni
- Barnick, Hans-Heinrich (* 1943), deutscher Fußballschiedsrichter und Kommunalpolitiker
- Barnick, Johannes (1916–1987), deutscher Schriftsteller, Philosoph und Privatgelehrter
- Barnickel, Franz (* 1927), deutscher Fußballspieler
- Barnickel, Paul (1885–1966), Reichsanwalt am Volksgerichtshof
- Barnickel, Ulrich (* 1955), deutscher Bildhauer
- Barnicoat, Ben (* 1996), britischer Automobilrennfahrer
- Barnicoat, Constance (1872–1922), neuseeländische Stenografin, Dolmetscherin, Journalistin und Bergsteigerin
- Barnidge, Gary (* 1985), US-amerikanischer American-Football-Spieler
- Barnier, Luc (1954–2012), französischer Filmeditor
- Barnier, Michel (* 1951), französischer Politiker (LR), Außenminister, MdEP, EU-KommissarMichel Barnier (* 1951)

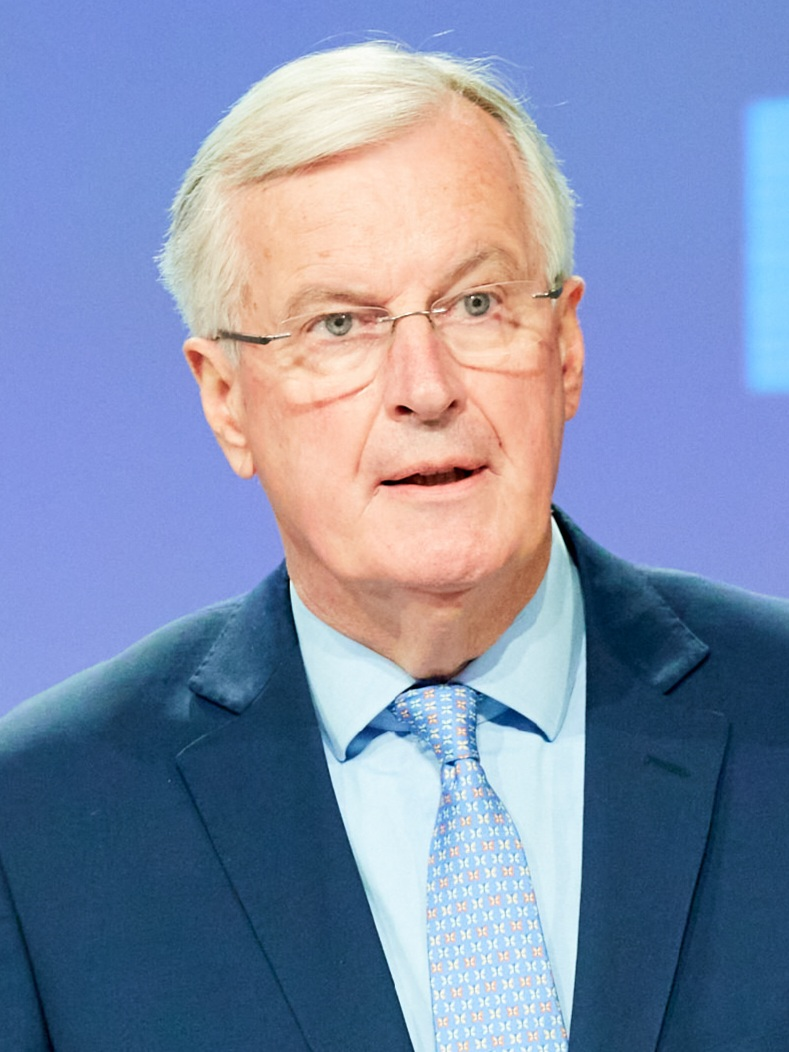
Michel Barnier (* 1951)

- Barnig, Claudine (* 1988), luxemburgische Badmintonspielerin
- Bärnighausen, Hartmut (1933–2025), deutscher Chemiker
- Bärnighausen, Till Winfried (* 1969), deutscher Mediziner
- Barnikel, Jo (* 1959), deutscher Pianist, Keyboarder und Filmkomponist
- Barnikol, Ernst (1892–1968), deutscher evangelischer Theologe auf dem Gebiet der Kirchengeschichte
- Barnikol, Hermann (1890–1952), deutscher evangelischer Theologe
- Barnikol, Horst-Martin (1934–2022), deutscher evangelischer Theologe
- Barnils, Pere (1882–1933), spanischer Romanist, Katalanist und Phonetiker
- Barnim I. († 1278), Herzog von Pommern
- Barnim II. († 1295), Herzog von Pommern
- Barnim III. († 1368), Herzog von Pommern-Stettin
- Barnim IV. (1325–1365), Herzog von Pommern-Wolgast-Rügen
- Barnim IX. (1501–1573), Herzog von Pommern-Stettin
- Barnim V., Herzog von Pommern-Stolp
- Barnim VI. († 1405), Herzog von Pommern-Wolgast-Demmin
- Barnim VII. († 1451), Herzog von Pommern-Wolgast
- Barnim VIII. († 1451), Herzog von Pommern-Wolgast-Barth
- Barnim X. (1549–1603), Herzog von Pommern
- Barning, Samantha (* 1989), niederländische Badmintonspielerin
- Barnitz, Charles Augustus (1780–1850), US-amerikanischer Politiker
- Barniville, David, irischer Jurist
- Barniville, Geraldine (* 1942), irische Squash- und Tennisspielerin

### Barnj
- Barnjak, Klara (* 1999), kroatische Leichtathletin

### Barnk
- Bärnklau, Johann Leopold (1700–1746), Feldmarschall-Lieutenant
- Bärnkopp, Johann Wenzel von (1723–1794), österreichischer Feldzeugmeister

### Barno
- Barnó San Martín, Andrea (* 1980), spanische Handballspielerin
- Barnö, Niklas (* 1982), schwedischer Jazz- und Improvisationsmusiker (Trompete, Flöte, Komposition)
- Barnofsky, Max (* 1995), deutscher Fußballspieler
- Barnoin, Henri Alphonse (1882–1935), französischer Maler des Impressionismus
- Barnola, Salvador (* 1977), spanischer Eishockeyspieler
- Barnor, James (* 1929), ghanesisch-britischer Fotograf
- Barnosky, Anthony D. (* 1952), Ökologe, Geologe und Biologe
- Barnouin, Marie-Bernard (1815–1888), französischer Zisterzienser und Klostergründer
- Barnouw, David (* 1949), niederländischer Historiker
- Barnouw, Erik (1908–2001), US-amerikanischer Medienhistoriker und Filmemacher
- Barnowski, André (* 1967), deutscher Volleyball-Nationalspieler
- Barnowsky, Victor (1875–1952), deutscher Schauspieler, Theaterregisseur und Theaterleiter

### Barnr
- Bärnreuther, Otto (1908–1957), deutscher Politiker (SPD), Oberbürgermeister von Nürnberg

### Barns
- Barns, Cornelia (1888–1941), US-amerikanische Feministin, Sozialisten und politische Karikaturistin
- Barns, John Wintour Baldwin (1912–1974), englischer Ägyptologe
- Barnstedt, Anton (1799–1872), deutscher Verwaltungsjurist und Regierungspräsident
- Barnstedt, August (1793–1865), deutscher Jurist, Richter und Parlamentarier
- Barnstedt, August (1823–1914), deutscher Verwaltungsjurist und Regierungspräsident
- Barnstedt, Elke Luise (* 1956), deutsche Juristin
- Barnstedt, Imke (* 1942), deutsche Schauspielerin und Diseuse
- Barnstedt, Johann Friedrich (1750–1839), deutscher Jurist, Gutsbesitzer und Bürgermeister von Delmenhorst
- Barnstein, Ernst (1891–1975), deutscher evangelischer Pfarrer und Gegner des NS-Regimes
- Barnstein, Ferdinand (1861–1947), deutscher physiologischer Chemiker
- Barnsteiner, Catrin (* 1975), deutsche Schriftstellerin und Journalistin
- Barnstone, Willis (* 1927), US-amerikanischer Lyriker, Literaturkritiker, Übersetzer und Hochschullehrer
- Barnstorf, Johann (* 2009), deutscher Kinderdarsteller und Schauspieler
- Barnstorf, Oskar (1878–1943), deutscher Architekt, Stadtbaumeister und Baurat in Hannover
- Barnstorff, Bernhard (1645–1704), deutscher Mediziner
- Barnstorff, Eberhard (1672–1712), deutscher Mediziner
- Barnstorff, Hermann (1891–1979), deutscher Germanist und Hochschullehrer
- Barnstorff, Johann (1648–1705), deutscher Rechtswissenschaftler

### Barnt
- Barnt (* 1978), deutscher DJ, Musiker und Labelbetreiber
- Bärnthaler, Hans (1954–1989), österreichischer Bergsteiger

### Barnu
- Barnum, Charlotte (1860–1934), US-amerikanische Mathematikerin
- Barnum, H. B. (* 1936), amerikanischer Musiker, Produzent und Arrangeur
- Barnum, P. T. (1810–1891), US-amerikanischer Zirkuspionier und PolitikerP. T. Barnum (1810–1891)

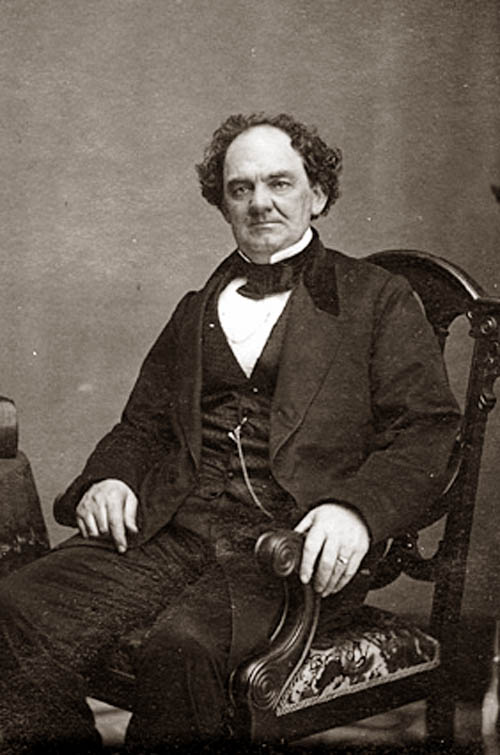
P. T. Barnum (1810–1891)

- Barnum, Sanford Christie (1838–1885), US-amerikanischer Zahnarzt und Erfinder des Kofferdam
- Barnum, William Henry (1818–1889), US-amerikanischer Politiker und Industrieller
- Barnuta, Fürst von Rügen
- Bărnuțiu, Simion (1808–1864), rumänischer Philosoph, liberaler Politiker, Jurist und Historiker
- Barnutz, Friedrich Adam Wilhelm (1791–1867), deutscher Maler

### Barnw
- Barnwell, Ella (* 2001), britische Radsportlerin
- Barnwell, John (1671–1724), Kommandant der Truppen South Carolinas und späterer Repräsentant der Kolonie South Carolina
- Barnwell, Marcia Sherlon, vincentische Politikerin
- Barnwell, Robert (1761–1814), US-amerikanischer Offizier und Politiker
- Barnwell, Robert Woodward (1801–1882), US-amerikanischer Politiker

### Barny
- Barny, Roger (1929–2003), französischer Romanist und Literaturwissenschaftler

### Barnz
- Barnz, Daniel (* 1970), US-amerikanischer Regisseur und Drehbuchautor